# Villa Los Llanos
Villa Los Llanos es una localidad argentina ubicada en el Departamento Colón de la Provincia de Córdoba. Se halla sobre la Ruta Nacional 9, depende administrativamente del municipio de Estación Juárez Celman, de cuyo centro urbano dista unos 2 km al sur.
La localidad nació de un loteo con facilidades que permitieron su rápida ocupación por sectores de nivel socioeconómico bajo. Parte de la actividad económica se desarrolla por un frigorífico presente en Estación Juárez Celman. Cuenta con un centro vecinal, un centro de jubilados y pensionados, una asociación de Madres y templos católico y evangélico.

## Población
Integra el aglomerado denominado Villa Los Llanos - Juárez Celman junto con la localidad de Estación Juárez Celman, ambas localidades cuentan con una población total de 5,973 habitantes (Indec, 2010).